# Koumi
Koumi (jap. 小海町 Koumi-machi) – miasto w Japonii, na wyspie Honsiu, w prefekturze Nagano. Według danych na rok 2020 miejscowość zamieszkiwało 4 353 mieszkańców , a gęstość zaludnienia wyniosła 38,1 os./km².